# 조남철 (바둑 기사)
조남철(趙南哲, 1923년 11월 30일~2006년 7월 2일)은 대한민국의 프로 바둑 기사이자, 바둑 원로 9단 국수 출신의 바둑 명인으로, 일제 시대 당시의 전북 부안 건선면 우포리 출생이고, 본은 풍양(豊壤)이며, 호는 송원(松垣)이다.
대한민국 바둑 기사 사상 최초의 일본기원 소속 프로 바둑 기사 출신으로 1999년에 은퇴했다. 또한 한국 현대 바둑의 개척자이며, 한국기원의 전신인 《한성기원》의 설립자로, 한국기원의 명예 이사장직을 지냈다. 국수전에서 9연승을 하는 등, 대한민국 최고의 프로 기사로 활약했고, 국내 바둑계 분야의 원로 국수로, 대한민국 바둑 문화의 실력 향상으로 인한 국위 선양 등에도 크게 기여하고 공헌했다.
아버지 조봉구(趙鳳九)와 어머니 광산 김유현(金有鉉)의 3남 가운데 막내로, 바둑 기사 조치훈(趙治勳)의 숙부(작은아버지)이기도 하며, 조치훈의 아버지 조남석(趙南錫)은 조남철의 둘째 형이 된다.

## 생애
본관은 풍양(豊壤)이며, 호는 송원(松垣)이고, 일제 강점기 시대 전라북도 부안에서 태어났다. 어려서 아버지 조봉구(趙鳳九)로부터 바둑을 배워 눈부신 성장을 보였다. 1931년에 전북부안줄포보통학교를 수수개월간 다니다가 같은해 10월에 경성부로 이사를 떠나면서부터 경성교동보통학교로 전입학하였으며 1937년에 경성교동보통학교를 졸업했는데, 1934년에 기타니 미노루가 톈진(중국)을 방문한 후에 일본으로 돌아가는 길에 경성(지금의 서울)에 들렀을 때 조남철의 소문을 듣고, 지도 바둑을 둔 바 있었다. 기타니는 그 자리에서 자신의 문하에 입문을 권하였고, 이후 조남철은 1937년 12월에 만14세의 나이로 일본에 건너가 기타니의 문하생이 되었다. 1941년 4월, 만17세의 나이로 일본기원의 초단이 됨에 따라 한국인으로서는 최초로 일본기원의 프로 기사가 되었다. 1943년 11월에 귀향하여 조선 자국 땅에 있다가 2년 후 을유 해방을 맞이하였다.
을유 해방 직후와 한국전 전후 세대에 아무리 일본 기원을 모티브적인 모델로 하면서도 자국 독창적인 바둑 조직 설립을 목표로 하여 1945년 8월 15일 을유 해방 직후에 한성기원을 설립하였고, 1948년에 조선기원으로 이름을 바꾸었다가, 1949년 다시 대한기원으로, 1954년 사단법인 한국기원, 1969년 현재의 재단법인 한국기원으로 이름을 바꾸었다. 1950년 대한민국에서 최초로 실시된 바둑 승단 결정전을 통해 3단으로 인정받았다. 그 후 1951년 한국 전쟁에 참전하여 부상을 입었고, 1953년 계사 종전 협정 협약이 체결되기 몇달 직전에 육군 상등병 계급으로 상이 전역했다. 1954년 《위기개론》(圍碁槪論)을 펴내 일본식 바둑용어를 우리말로 고치는 데 큰 공헌을 했다. 계사 종전 후에 다시 바둑 단체 설립을 진행하여, 1955년에 한국기원을 설립하였다. 1956년부터 시작된 국수전에서는 제1기부터 9연패 하는 등 50~60년대 대한민국 바둑계 분야에서는, 최고 바둑 기사로 활약하였다. 또한 대한민국 국내의 김인, 조상연, 조치훈, 조훈현 등의 일본 유학을 지원했다.
1983년에 9단으로 승단하였고, 1984년에 한국기원의 명예이사장이 됐으며 일본기원으로부터 오쿠라상을 받았다. 1984년 일본기원대창상(日本棋院大倉賞), 1989년에 은관문화훈장을 받았고, 1994년 바둑문화상 감투상을 받았고, 1998년에 제4회 운경상 문화언론부문상을 받았다. 동아일보는 1995년 명예 국수 칭호를 수여했다. 명예 국수는 조남철 9단이 유일하다. 2006년 7월 2일에 노환으로 인해 향년 84세로 사망했다. 빈소에는 노무현 대통령이 조화를 보내 애도했고, 7월 13일 금관문화훈장이 추서됐다. 한국기원과 동아일보는 영결식장에서 고인에게 대한민국 최초의 대국수(大國手)라는 칭호를 헌정하였다.
저서로는 <위기개론(圍碁槪論)>‧<사활의 기초>‧<행마의 급소>‧<흑백의 발자취>‧<정석정해>‧<포석의 요령>‧<일본명인기사전집>‧<바둑에 살다> 등이 있으며, 회고록 <세 번의 눈물>이 있다.

## 가족 및 직척 관계

### 방계 바둑 명가 가문
4대째 직계 및 방계 바둑 기사 집안
- 참고로써, 바둑 기사 조남철(趙南哲)은 부모 슬하 3남(3형제, 1916년생 큰형 조남식, 1920년생 작은형 조남석.) 가운데 막내아들(셋째)이고, 1944년에 결혼하여 전주 최씨 부인(배우자 최충순 여사)과의 사이에 자녀는 2남 1녀(3남매, 1946년생 맏외딸, 1948년생 장남, 1951년생 차남.)를 둠. 자녀 3남매 가운데 장남(첫째아들)이자 두번째는 기업인 겸 실업가 조송연(趙松衍, 1948년 4월 26일(77세)생.)이다.
- 그리고 마지막으로써 한두어 가지 관련 내용 언급하자면, 바둑 기사 조남철(趙南哲)의 첫째 친형 조남식(趙南植, 1916.01.10.~1990.10.18.)의 외손자 역시 바둑인 출신인 최규병(崔珪昞, 1963년 5월 6일(62세)생, 바둑 기사 9단.)이고, 최규병 9단의 아들 최영찬(崔暎讚, 1999년 9월 1일(25세)생)도, 바둑인으로, 2018년 6월 12일 현재 바둑 3단 출신이며, 둘째 친형 조남석(趙南錫, 1920.10.08.~1998.11.26.)의 외손자 역시 바둑인 이성재(李聖宰, 1977년 9월 19일(47세)생, 바둑 기사 9단.)일 정도로써 직계 친척들의 안팎으로 직계 및 방계 집안이 모두 이른바 바둑 명가 가문이다.

겹사돈 및 겹친인척
- 마지막 한가지 참고로 조남철의 부인 최충순은, 외종손(조카외손자)인 바둑 기사 최규병 9단에게 외갓댁 촌수로는 외종조모(막내 작은외할머니)이자, 동시에 친갓댁 촌수로는 재종고모할머니가 되니, 고로 바둑인 최규병 9단의 친조부 최경모(崔耕模, 1912~1995, 조남철 바둑 기사 9단의 처갓댁 6촌 손윗처남.)는 최충순 여사의 친정 6촌 오빠가 된다.

### 가족 관계
- 아버지 조봉구(趙鳳九, 1897~1951.08.25.)
- 어머니 김유현(金有鉉, 1896~1967.08.10.) - 광산 김씨 부인 ... 외조부 김재하(金在河)의 차녀.
  - 둘째 형: 조남석(趙南錫)
    - 조카: 조상연(趙祥衍, 1941년 8월 18일(83세)생, 바둑 기사) ... 둘째 친형 조남석의 첫째 아들(1958년 3월에 프로 바둑 입단하여 1973년 5월 2일에 바둑 기사 7단으로 은퇴했다.)
    - 조카: 조치훈(趙治勳, 1956년 6월 20일(69세)생, 아명: 조풍연(趙豊衍), 바둑 기사 9단.) ... 둘째 친형 조남석의 넷째 아들(1968년 2월에 당시 신규 기록상 최연소 프로 바둑 입단했다.)